# Claes Sundelin
Claes Sundelin, född 1939 i Hudiksvall, är en svensk professor (emeritus) i socialpediatrik och före detta barnhälsoöverläkare. Sundelin har främst varit verksam vid barnhälsovården i Uppsala län och Institutionen för kvinnors och barns hälsa vid Uppsala universitet. Han är författare eller medförfattare till en rad böcker, bland annat Bonniers barnläkarbok. 
Sundelin är också ledamot av Hälsinge Akademi och av landstingsfullmäktige för (s) i Uppsala län.